# 932

## Догађаји
- Лето – Алберик II предводи устанак у Риму против свог очуха Ига од Италије, краља Италије, након што је увређен на венчању своје мајке Марозије. Алберик заузима Латеранску палату, а Иго бежи са пратњом из града. Марозија је ухваћена и стрпана у затвор. Алберик преузима контролу над градом и поставља се за владара (принцепса) Рима.
- Дужд Орсо II Партиципазио се добровољно повлачи у манастир, означавајући крај доминације Партиципазиоа у венецијанском дуждству. Наследио га је Пјетро II Кандијано, син и имењак ранијег дужда Пјетра I.
- Пјетро II и Каподистрија склапају трговински споразум без царског овлашћења, самопроглашени „маркиз“ Винткар забрањује враћање било каквих дугова Венецији. Пјјетро започиње економску блокаду истарских градова.
- Емир Мардавиј ибн Зијар напада Табаристан и заузима град Горган. Дејламитски војсковођа Макан ибн Каки покушава да поврати своје територије, али не успева. Он тражи уточиште међу Саманидима и ступа у службу њиховог владара Насра II. Именује га за гувернера Кирмана (савремени Иран).
- 31. октобар - Абасидски калиф ал-Муктадир је убијен у борби против снага генерала Мунис ал-Музафара. Ал-Муктадиров брат ал-Кахир је изабран да га наследи.
- Лето – Папа Јован XI је приморан да додели власт над Римом свом полубрату Алберику II, који је проглашен за „принца и сенатора свих Римљана“. Јован је приморан да се повуче са духовним вођством Католичке цркве.